# 小田渕町
小田渕町（おだぶちちょう）は、愛知県豊川市の地名。字が5つのほか、2丁目から8丁目がある。

## 地理

### 河川・池沼
- 西古瀬川
- 佐奈川

### 字一覧
| 現行の字         | 1882年（明治15年） 宝飯郡小田渕村の字 |
| ---------------- | ------------------------------------- |
|                  | 足田（あしだ）                        |
|                  | 荒原（あはら）                        |
|                  | 荒子（あらこ）                        |
|                  | 石田（いしだ）                        |
|                  | 芋田（いもだ）                        |
| 卯足（うたり）   | 卯足（うたり）                        |
|                  | 大口（をヽくち）                      |
|                  | 桑木（くはき）                        |
| 下垂（しもたれ） | 下垂（しただれ）                      |
|                  | 是區田（ぜくだ）                      |
| 田畑（たばた）   | 田畑（たはた）                        |
| 仲松（なかまつ） | 仲枩（なかまつ）                      |
|                  | 泙ノ明（なぎのみやう）                |
| 野畔（のぐろ）   | 野畔（のぐろ）                        |
|                  | 野添（のそへ）                        |
|                  | 檜根（ひのきね）                      |
|                  | 道下（みちした）                      |
|                  | 水呑                                  |
|                  | 六反田（ろくたんだ）                  |

### 交通
- 名鉄名古屋本線小田渕駅
- 愛知県道31号東三河環状線
- 愛知県道496号白鳥豊橋線

### 施設
- 稲荷神社
- 小田渕公園
- 小田渕本郷児童遊園
- 小田渕児童遊園
- 淡洲神社

## 歴史

### 地名の由来
三河国神名帳の小田天神が淡州神社に比定でき、音羽川の旧流路とされる安藤川の川縁に小田天神があったという説、三河吉野朝の中で第98代長慶天皇の行宮である仙洞御所錦門御堂王田殿が現在の小田渕町本郷である望理原王田渕(もりはらおだぶち)に設置され、後の慶長検地で小田渕に変更されたとする説。この二つがある。

### 沿革
- 江戸時代 - 三河国宝飯郡小田渕村として所在[3]。当初は幕府領[3]。
- 延宝9年 - 鳥羽藩領となる[3]。
- 享保10年 - 幕府領となる[3]。
- 寛延元年 - 西大平藩領となる[3]。
- 1889年（明治22年） - 白鳥村大字小田渕となる[3]。
- 1906年（明治39年） - 国府町大字小田渕となる[3]。
- 1943年（昭和18年） - 豊川市大字小田渕となる[3]。
- 1944年（昭和19年） - 豊川市小田渕町となる[3]。

### 人口の変遷
国勢調査による人口および世帯数の推移。
| 2010年（平成22年） | 521世帯 1486人 |  |
| 2015年（平成27年） | 611世帯 1566人 |  |
| 2020年（令和2年）  | 664世帯 1671人 |  |

### WEB
1. ↑  “愛知県豊川市の町丁・字一覧”.   人口統計ラボ. 2024年5月1日閲覧。
2. 1 2  総務省統計局 (2022年2月10日). “令和2年国勢調査の調査結果(e-Stat) - 男女別人口，外国人人口及び世帯数－町丁・字等” (CSV). 2023年8月2日閲覧。
3. ↑  “読み仮名データの促音・拗音を小書きで表記するもの(zip形式) 愛知県” (zip).   日本郵便 (2024年2月29日). 2024年3月26日閲覧。
4. ↑  “市外局番の一覧” (PDF).   総務省 (2022年3月1日). 2022年3月22日閲覧。
5. ↑  “ナンバープレートについて”.   一般社団法人愛知県自動車会議所. 2024年1月21日閲覧。
6. 1 2 3 4 5 6  “愛知県豊川市小田渕町の住所一覧”.   ゼンリン. 2025年8月4日閲覧。
7. ↑  “豊川市の地名由来” (PDF).   豊川市役所. 2024年10月18日閲覧。
8. ↑  総務省統計局 (2012年1月20日). “平成22年国勢調査の調査結果(e-Stat) - 男女別人口及び世帯数 －町丁・字等” (CSV). 2021年7月21日閲覧。
9. ↑  総務省統計局 (2017年1月27日). “平成27年国勢調査の調査結果(e-Stat) - 男女別人口及び世帯数 －町丁・字等” (CSV). 2021年7月21日閲覧。

### 書籍
1. 1 2 3 4 5 6 7 8 9 10 11 12 13 14 15 16 17 18 19  日本地名学研究所 1969, p. 874.
2. ↑  鈴木太 2018, pp. 71–72.
3. 1 2 3 4 5 6 7 8 9  「角川日本地名大辞典」編纂委員会 1989, p. 329.